# Hattrick – Die 2. Bundesliga
Hattrick – Die 2. Bundesliga war bis zur Saison 2016/17 eine Fernsehsendung des privaten deutschen Fernsehsenders Sport1, in der die Spiele der 2. Fußball-Bundesliga zusammengefasst gezeigt wurden. Die Sendung lief freitags um 22:30 Uhr und sonntags um 19:15 Uhr. Mit Beginn der Saison 2017/18 wurde das Angebot durch Hattrick Pur – Die 2. Bundesliga ersetzt und die Sendezeit auf 30 Minuten am Sonntagvormittag reduziert.

## Konzept
Hattrick zeigte am Freitag die Zusammenfassungen der Freitagsspiele und am Sonntag die Zusammenfassungen der Samstags- und Sonntagsspiele aus der 2. Bundesliga. Die Sendung wird aus dem Sport1-Studio in Ismaning gesendet. Außerdem werden kurze Hintergrundberichte über einzelne Vereine gezeigt. Die Sendung wird abwechselnd von einem der Moderatoren präsentiert.
Am Montagabend wurde das „Topspiel“ eines Spieltags live übertragen. Sport1 zeigte vor diesem Spiel ab 19:45 Uhr selbstproduzierte Interviews mit Trainern, Spielern oder Vereinsfunktionären. Auch hier war einer der drei Moderatoren live vor Ort. Sport1 übernahm, wie auch Sky, die Bilder der Produktionsfirma und DFL-Tochter Sportcast. Mit Neuvergabe der Ausstrahlungsrechte vor der Saison 2017/18 verlor Sport1 dieses Spiel nun exklusiv an Sky. Stattdessen zeigt der Sender hier immer ein Spiel aus der Fußball-Regionalliga.

## Moderation
Die Anzahl der Moderatoren war in der Geschichte des Formats unterschiedlich. Nachdem Daniela Fuß die Sendung zunächst allein präsentierte, kam ab 2004 Jörg Dahlmann hinzu. 2006 kamen mit Klaus Gronewald und Markus Götz zwei neue Moderatoren hinzu, sodass Dahlmann in die Kommentatoren-Riege wechselte. Von 2009 bis 2013 wurde das Team zusätzlich durch Thomas Helmer verstärkt. Nach der „Agenda 2013“ bei Sport1 blieb nur Daniela Fuß im neu gebildeten Moderatorentrio. Neu hinzu kamen Laura Wontorra und Sascha Bandermann.
| Saison  | Moderatoren | Moderatoren     | Moderatoren       | Moderatoren   | Moderatoren |
| ------- | ----------- | --------------- | ----------------- | ------------- | ----------- |
| 2001/02 | Daniela Fuß |                 |                   |               |             |
| 2002/03 | Daniela Fuß |                 |                   |               |             |
| 2003/04 | Daniela Fuß |                 |                   |               |             |
| 2004/05 | Daniela Fuß | Jörg Dahlmann   |                   |               |             |
| 2005/06 | Daniela Fuß | Jörg Dahlmann   |                   |               |             |
| 2006/07 | Daniela Fuß | Klaus Gronewald | Markus Götz       |               |             |
| 2007/08 | Daniela Fuß | Klaus Gronewald | Markus Götz       |               |             |
| 2008/09 | Daniela Fuß | Klaus Gronewald | Markus Götz       |               |             |
| 2009/10 | Daniela Fuß | Klaus Gronewald | Markus Götz       | Thomas Helmer |             |
| 2010/11 | Daniela Fuß | Klaus Gronewald | Markus Götz       | Thomas Helmer |             |
| 2011/12 | Daniela Fuß | Klaus Gronewald | Markus Götz       | Thomas Helmer |             |
| 2012/13 | Daniela Fuß | Klaus Gronewald | Markus Götz       | Thomas Helmer |             |
| 2013/14 | Daniela Fuß | Laura Wontorra  | Sascha Bandermann |               |             |
| 2014/15 | Daniela Fuß | Laura Wontorra  | Sascha Bandermann |               |             |

## Rechtevergabe
Sport1 hielt die alleinigen Erstverwerterrechte für die Spiele der 2. Bundesliga am Freitag und Sonntag. Mit Neuvergabe der Ausstrahlungsrechte der 1. und 2. Bundesliga ab der Saison 2017/18 verlor Sport1 die Ausstrahlungsrechte an Sky Sport News HD. Seit Ende Januar 2018 übernimmt Sport1 die Berichterstattung von Sky Sport News HD.
Zuvor hatte Sport1, damals noch als DSF, seit 1993 auch die Montagsspiele der 2. Bundesliga gezeigt.